# سيكسيكا
أمة سيكسيكا (Siksika) أو «البلاك فوت» (ذوي الأقدام السود) هي أمة من الأمم الأولى تستوطن جنوب مقاطعة ألبرتا الكندية وشمالي ولاية مونتانا في الولايات المتحدة الاميركية. عندما وصل المستكشفين الأوروبيين إلى الغرب التقوا بجماعات السيكسيكا أولا، لذلك اعتبروا جميع جماعات «النئيسيتابي» هم من السيكسيكا أنفسهم وهو اعتبار خاطيء. أمم النئيسيتابي الاربعة هم: «سيكسيكا» (أو الأقدام السود)، «كايناي» (أو الدم)، «آباتوهسيبيكاني» (بيكان الشمالية)، «آمصكابيبيكاني» (بيكان الجنوبية أو بلاكفوت مونتانا). وكانوا خلال السنوات الأولى من القرن التاسع عشر إحدى أقوى القبائل في الشمال الغربي، وكان تعدادهم حوالي 40,000 وانخفض عددهم إلى 6,000 شخصا عام 2006.

## التسمية
الاسم يأتي من لغة الكنكوين فالكلمة مؤلفة من كلمتي «سيك» (أسود) و«إيكا» (القدم)، مع الواصلة «س» بين الكلمتين. صيغة الجمع للسيسيكا هي «سيكسيكاوا» وهم مواطني شمالي نئيسيتابي (الشعب الأصلي)، وجميعهم يتكلمون لهجات البلاكفوت، وهي من لغة ألكنكوين. وأتى اسمهم بسبب اسوداد سيقانهم بعد مرورهم فوق البراري المحترقة حديثا.

## المكان
يقع موطن السيكسيكا على بعد حوالي المئة كلم شرق مدينة كالغاري، وثلاثة كيلومترات إلى الجنوب من الطريق السريع «ترانس كندا 1». تتمركز الأعمال والمراكز الإدارية في منطقة متاخمة لبلدة غليشن لاستيعاب حركة مرة ر الزوار.
وكانت مناطقهم حول منابع نهر ميزوري، من يلوستون وحتى شمال ساسكاتشوان وغربا حتى جبال الروكي، وكان حلفهم يضمهم مع قبائل كايناي وبييغان.

## شخصيات مرموقة
- كرة فوت، قائد لأمة سيكسيكا (1885)، والموقع على معاهدة 7
- «آتسيستا- ماهكان» (رننغ رابيت).
- روبن بيك سنايك لاعب هوكي، في الدوري الهوكي الدولي.
- جيرالد ماكماستر، فنان، قيم، ومؤلف كتاب.

## الصور

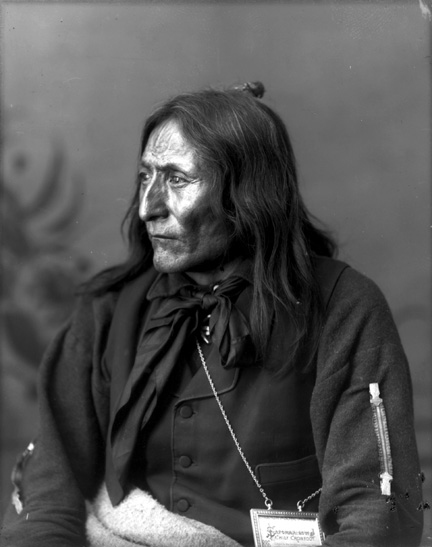
ساهبو موخيكا، المعروف أيضا باسم كرو فوت، تشيف سيكسيكا، كاليفورنيا 1885
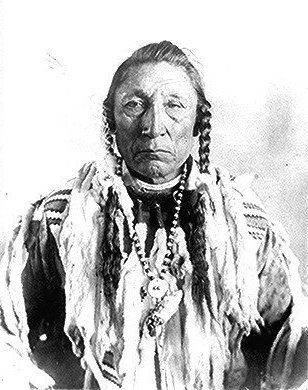
كورلي بيير، رئيس سيكسيكا، 1903
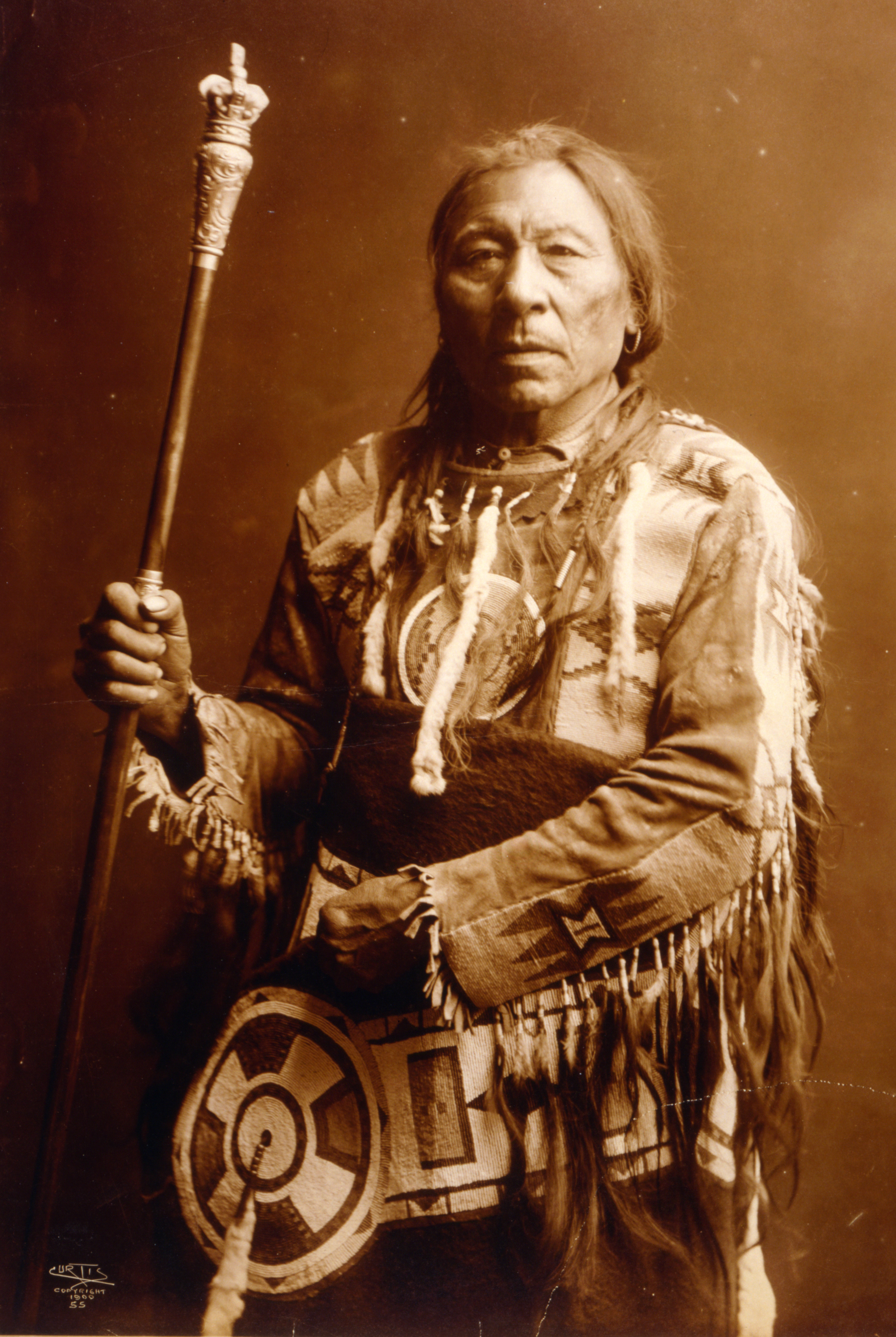
أتسيتسا ماهكن، حوالي 1900، ادوارد س. كورتيس
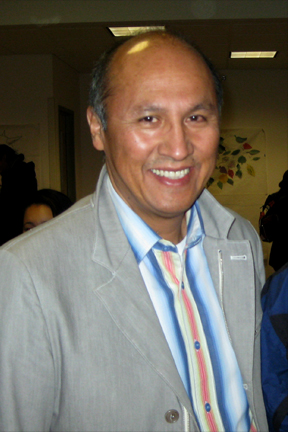
جيرالد ماكماستر، 2009

## وصلات خارجية
- الموقع الرسمي لأمة السيكسيكا
- وصف موجز للقبائل بلاكفوت